# Chouchi (région)
Pour l’article homonyme, voir Chouchi.
Chouchi (en arménien Շուշի) est une région du Haut-Karabagh ; sa capitale est la ville de Chouchi.
La région compte 5 100 habitants (est. 2010) pour 381,3 km2.
Pour l'Azerbaïdjan, son territoire relève de celui du raion de Choucha.

## Géographie humaine
À côté de la communauté urbaine de Chouchi, la région compte 6 communautés rurales :
- Eghtsahogh
- Hinshen
- Karin Tak
- Kirsavan
- Lisagor
- Mets Shen